# Thelcticopis truculenta
Thelcticopis truculenta là một loài nhện trong họ Sparassidae.
Loài này thuộc chi Thelcticopis. Thelcticopis truculenta được Ferdinand Karsch miêu tả năm 1884.